# 干支魂
《干支魂》是由Tablier通信、ENCOURAGE FILMS和白組共同製作的電視動畫，於2015年4月播出。同名漫畫由冰野廣真作畫，在《月刊Comic電擊大王》上連載。
特典動畫《四神覺醒》收錄於2017年12月20日發售的BD BOX。
新作短篇動畫《干支魂～貓客萬來～》預定於2021年春季在ABEMA等網站播出。

## 故事簡介
在每60年就會舉辦一次「干支神選拔祭（ETM12）」，選出代表十二生肖的「干支神」，而最新一屆選拔會將在日本秋葉原舉行。在這之中，想成為干支神的貓屬干支娘小喵也參與選拔，並因此不請自來地寄住到擁有極佳萌力的天戶嶽家白吃白喝。由此，小喵與一眾干支神的日常戰鬥生活就此展開！

## 登場角色

### 主要角色
小喵（聲：村川梨衣）
貓屬代表的干支娘，為最強的干支娘。
干支排名：干支娘（排名之外）
守護地方：無
萌力祭具：小喵鐵錘
以成為十二干支神之一為目標而參加「干支神選拔祭（ETM12）」。必殺技是「苗彈丸」，貓科奧義是「苗真祠俱嵐」、「苗謝嵐」。
總是一直線地朝著目標（慾望）前進。不加任何裝飾的天真爛漫的女孩子，是個純天然笨蛋。60年前發現小啾萌力暴走前兆，為了阻止其發生而練就密奧義「干支魂 神樂遷偶」。
喜歡吃魚和肉，也喜歡喝牛奶。
從動畫中可以看出她頭上的星星是有生命的，根據官方的Line貼圖 （页面存档备份，存于）介紹，他的名字是Hoshinoko，意思即為「星之子」。
天戶嶽（聲：下野紘）
在秋葉原獨自生活的高中生，擁有極佳的萌力。因小喵盯上了他極高的「萌力」，於是不請自來地寄住到他家。
沒什麼精神的好人。吐槽角色。是本故事中唯一有常識的人。

### 干支神
小啾（聲：大原沙耶香）
干支排名：1位
守護地方：南關東地方
萌力祭具：千舞葉劍「蛇腹劍」
身高：178cm，體重：未知，罩杯：F，三圍：B93、W55、H89
能力值：STR 9，INT 10，OEX 10，CON 9，CHA 10，MOE 10，總共 58
鼠屬代表的干支娘，干支為子的最強干支神。
有著耿直且對任何事情都很真摯的性格。對於貓有著強烈的憎惡，也討厭與人類和干支娘交流。必殺技是「黑支天鼠殺」。
在剛開始的「干支神選拔祭（ETM12）」就打敗了107名干支娘。秘奧義乃神明之技「干支魂 神樂遷偶」，60年前對小喵決鬥時學會。
喜歡吃奶酪。
小哞（聲：松井惠理子）
干支排名：2位
守護地方：東海地方
萌力祭具：雙槍「腹身」和「丸腸」
身高：186cm，體重：63kg，罩杯：F，三圍：B94、W61、H96
能力值：STR 12，INT 7，OEX 9，CON 12，CHA 8，MOE 9，總共 57
牛屬代表的干支娘，干支為丑的干支神。
食草的素食主義者，巨乳屬性。必殺技是「肉牛超彈丸祭」。
對小喵懷有偏激的愛情，而成為了無可救藥的變態。利用各種手段 (偷、騙、搶) 取得了超過60隻小喵的襪子，夢想是用小喵的襪子做成被套。
小紋（聲：巽悠衣子）
干支排名：3位
守護地方：近畿地方
萌力祭具：護手雙節棍「電光石火」
身高：165cm，體重：55kg，罩杯：C，三圍：B85、W57、H84
能力值：STR 9，INT 8，OEX 10，CON 10，CHA 9，MOE 8，總共 54
虎屬代表的干支娘，干支為寅的干支神。
浪速的中國拳法高手。和小喵同為貓科，是她力量與武技方面的師父。
喜歡酒、下酒菜和放下酒菜的碟子。
在第十二話店長向除小啾和小哞外在場的干支神施壓時，小紋是唯一還能用雙腳站立撐著的干支神。
兔寶（聲：相坂優歌）
干支排名：4位
守護地方：北陸地方
萌力祭具：不可思議計時錶「Carol」
身高：164cm，體重：45kg，罩杯：C，三圍：B84、W52、H86
能力值：STR 4，INT 9，OEX 12，CON 4，CHA 10，MOE 9，總共 48
兔屬代表的干支娘，干支為卯的干支神。
好像來自仙境的大小姐，天才製作人。經營著名為「兔寶公司（UTC）」的企業。
於第四話中說自己不想小喵列入十二支。
小龍（聲：內田真禮）
干支排名：5位
守護地方：東山地方
萌力祭具：「龍扇芭蕉」
身高：170cm，體重：48kg，罩杯：C，三圍：B82、W56、H82
能力值：STR 2，INT 10，OEX 7，CON 5，CHA 10，MOE 12，總共 46
龍屬代表的干支娘，干支為辰的干支神。
傳說中的幻獸干支神，稀世的萌力使。
將萌力傳授給小喵，是她精神方面的師父。
吃不了太熱的菜。
小紗（聲：生天目仁美）
干支排名：6位
守護地方：中國地方
萌力祭具：「希夏·阿弗阿」（水煙草之蛇）
身高：176cm，體重：57kg，罩杯：E，三圍：B90、W54、H88
能力值：STR 3，INT 12，OEX 3，CON 3，CHA 9，MOE 11，總共 41
蛇屬代表的干支娘，干支為巳的干支神。
相當有實力的人，但基本上不會出全力。
別人無法看穿她的真心，是個不可思議的大姐姐。為小啾的師傅。
很會說冷笑話，也有點毒舌。
頭上很像頭飾的其實是真正的毒蛇，被牠咬到會被石化。
兔寶說她對於誰是十二支也不在乎。
小馬（聲：小澤亞李）
干支排名：7位
守護地方：九州地方
萌力祭具：「御神簽粒子炮」
身高：172cm，體重：60kg，罩杯：C，三圍：B89、W60、H90
能力值：STR 8，INT 6，OEX 8，CON 10，CHA 4，MOE 7，總共 43
馬屬代表的干支神，干支為午的干支神。
有點消極，總是抓住一些事情不放，非常麻煩的性格。
對自己的名字拗口患有陰影，羨慕小哞的火爆身材。
愛做夢的少女，但各種意義上都很令人遺憾。
兔寶說她不想小喵列入十二支。
小咩（聲：淵上舞）
干支排名：8位
守護地方：北海道
萌力祭具：「楓之注射器」
身高：160cm，體重：48kg，罩杯：D，三圍：B86、W58、H87
能力值：STR 2，INT 8，OEX 3，CON 8，CHA 10，MOE 9，總共 40
羊屬代表的干支娘，干支為未的干支神。
干支神中的天然系治愈女子，有著博大的母性與慈愛。特化了回復系能力，有不會生病的屬性，擔當一切治愈系的工作
擁有進入萌力中治療疾病，及將萌力飲用化的能力。
暗戀嶽，曾幻想嶽跟她接吻。
兔寶說她對於誰是十二支也不在乎。
奇奇（聲：戶田惠）
干支排名：9位
守護地方：北關東
萌力祭具：「愛心棒」（正式名稱：自由自在棒）
身高：156cm，體重：39kg，罩杯：B，三圍：B78、W53、H77
能力值：STR 8，INT 4，OEX 8，CON 10，CHA 5，MOE 6，總共 41
猴屬代表的干支娘，干支為申的干支神。
有著積極樂觀的思考方式，言行也是同樣的積極樂觀。
有著由於純粹的好奇心而愛惡作劇的一面，不過本人有在好好反省。
經常和小狗在一起，被兔寶說角色屬性重複。
對於誰是十二支也不在乎。
小雛（聲：佐佐木未來）
干支排名：10位
守護地方：東北地方
萌力祭具：「為吾之路標所引導之愛人」
身高：178cm，體重：63，罩杯：D，三圍：B88、W58、H90
能力值：STR 7，INT 7，OEX 10，CON 5，CHA 7，MOE 6，總共 42
雞屬代表的干支娘，干支為酉的干支神。
走上三步就會忘記自己最在意的事，但即使忘記了還是能記起那份感情，很容易積累負面的感情。由於小喵經常欺負她，她對小喵感到反感。
興趣是將琪，實力強有干支流雛名人自封，與小喵決鬥也用將琪決勝負。
不想小喵列入十二支。
小狗（聲：本多真梨子）
干支排名：11位
守護地方：四國地方
萌力祭具：項圈型溜溜球「猛猛」
身高：未知，體重：未知，罩杯：B，三圍：B??、W??、H??
能力值：STR ??，INT ??，OEX ??，CON ??，CHA ??，MOE ??，總共 ??
狗屬代表的干支娘，干支為戌的干支神。
有著積極樂觀的思考方式，言行也是同樣的積極樂觀。表裡如一，率直而且單純。
經常和小奇在一起，被兔寶說角色屬性重複。
對於誰是十二支也不在乎。
瓜仔（聲：花守由美里）
干支排名：12位
守護地方：沖繩縣
萌力祭具：「厄律曼托斯山的野豬」、「山豬定位」
身高：未知，體重：未知，罩杯：A，三圍：B??、W??、H??
能力值：STR ??，INT ??，OEX ??，CON ??，CHA ??，MOE ??，總共 ??
豬屬代表的干支娘，干支為亥的干支神。
干支神們的吉祥物般的存在，處在彷彿干支神全員的妹妹一樣的立場上，同時是小喵知識上的師父。
豬肉以外的都能吃，對人類的芝麻油情有獨鍾，夢想是跳到芝麻油池裡。
第三話小喵與小啾決鬥，在小喵處於下風時，小瓜決意為拯救小喵因而强行介入戰鬥，卻不幸被小啾的攻擊命中，結果回到現實世界後小瓜化成光消失。在第四話因為轉生而復活。之後在第五話和第八話裡也發生過死亡和轉生。

### 其他
音泉國王（聲：下野紘）
常常偶爾出沒的路人，是穿國王服裝的怪人。
店長（聲：下妻由幸）
「女僕咖啡店干支」的店長
神明之一，為了向眾人證明有能力實現任何願望，它把小喵弄碎的咖啡杯修復好，也把瀕死的小鳥治好，之後還把吃剩的土豆燉肉變成熬入味的咖哩。
聲稱日本是它創造的。
因為發現現在的十二支連人類都保護不了，詢問嶽十二支對人類是不是必須的，根據回答發動十二神戒 第零條，讓所有干支神消失，再重新構建一切。
神風邪感冒（聲：下野紘）
原本是干支娘才有的小感冒，卻被小喵傳染給阿嶽引發萌力失控現象。
道祖神（聲：酒卷光宏）
「高天原記念女僕咖啡店干支店長盃」主持。
小吶（聲：鈴木愛奈）
在動畫「貓客萬來」登場。自稱干支娘，但無法自人類之處收集萌力，亦無法利用萌力變身。性格純真率直的貓屬女孩，很仰慕小喵。

## 用語解說
干支娘
神的使者，也是連接人與神之間的橋樑。能正常活動時的「成年模式（大人娘）」；容易消耗萌力的「可愛模式（萌力娘）」；俏皮動物外型的「自然模式（神使娘）」，會以三種模式之間變身出現。
干支神
立於頂端的12位「干支娘」稱為「干支神」。
萌力
干支娘所使用力量的來源。由神明賜予人類，又由人類賜予干支娘的力量。由於干支娘無法自行生產萌力，可藉由干支神轉讓萌力給其他干支娘與干支神（如貓的萌力轉換成龍的萌力）。
ETM 12（E・TO・MUSUME・12）
干支神選拔祭。每60年舉行一次，選拔干支神的祭典。由神會議選出的108名干支娘與12名干支神共同參加。
萌力祭具
干支娘和干支神所使用的武器。目前只有全干支神和小喵共十三具確定。
女僕咖啡店干支
干支神工作的場所。是位於秋葉原某處的咖啡廳。
店長的未知能力可以使干支神們在客人眼中變化其所喜愛的美少女。
十二神戒
為干支神選拔祭所制定的規則，參加的干支娘們都必須遵守。是由「ETM12營運委員會」管理。
- 「第壹條 神事」（神之祭典）：干支神選拔祭（ETM12）為干支娘對干支神發起之不可拒絕的挑戰，此為以萌力板為賭注所展開決鬥的一大神事。
- 「第貳條 歲時」（舉行時間）：干支神選拔祭的目的是將神天界、干支界、人間界的萌力活化，本著天干地支，每六十年舉行一次，每次六十天。
- 「第條 選格」（資格認定）：干支神選拔祭是由神會議所選出的108干支娘與原本的12干支神來參加，擁有此資格者，會持有自己專屬的萌力標誌。
- 「第肆條 鬥法」（戰鬥規則）：在干支娘宣告了不可避免的挑戰，且干支娘認同了由干支神提出的獲勝條件後，萌力之戰就會強行開始。
- 「第伍條 禁忌」（禁止事項）：萌力之戰被承認後，獲勝條件由干支神決定。禁止虛假、不正當以及會對人類帶來危害的條件。
- 「第陸條 赦免」（額外協助）：除了萌力之戰外，在決定獲勝條件後，只要不對人類造成危害，所有的干支娘與干支神皆可向人類要求幫助。
- 「第柒條 繼續」（再接再厲）：干支神若在萌力之戰敗北，則需要將其萌力板給予獲勝的干支娘，干支神則獲得新的萌力板，繼續以後新的ETM12萌力之戰。
- 「第捌條 剝奪」（資格喪失）：在與干支神進行的萌力之戰中，敗北的干支娘將會失去自己的萌力板，並失去繼續參加該屆ETM12的資格。
- 「第玖條 讓印」（直接授予）：除了萌力之戰外，干支神也可將自己的萌力板轉讓給自己認可的對象，而接受該萌力板的對象亦可將該萌力板再轉讓給其他人。
- 「第拾條 終焉」（結束條件）：只要有干支娘收集齊12干支神的萌力板、108個干支娘全數敗北、或ETM12的六十天舉行時間結束，以上一個條件滿足，則該屆ETM12便會結束。
- 「第拾壹條 昇格」（改朝換代）：一名干支娘收集齊12干支神的萌力板後，即升格為新的干支神，新升格的干支神有權決定一名干支神降級為干支娘。
- 「第拾貳條 神戒」（奉公守法）：遵守純潔的干支之魂，完成神之祭典，干支神選拔祭。違反以上任一點的干支娘將交由神會議制裁。
- 「第拾叁條 奏上」（追加事項）：在遵守『第肆條 鬥法』和『第伍條 禁忌』情況下，決鬥場地化為神域，禁止第三者以任何形式直接介入。
- 「第零條 強權」：所有神戒都由眾神所選出的十干神「ETM12營運委員會」舉行神會議決定，所有干支娘（含干支神）都需要遵守。

兩千年以來從未變動的神戒，小啾對委員會上奏「第三者不能干涉比賽」的第十三條規則，現況第10話中准奏。
守護地
將日本全境分成十二地區，而干支神作為神明使者負責平定各地區。
此外，干支神可以連接全國各地神社之中的「萌力之路」，從而進行瞬間移動。
干支魂・神樂遷偶
把干支娘的靈魂「干支魂」轉移到新的靈魂容器的神之技能。需要使用特殊的萌力，能在不損害對像的記憶、能力的前提下將「干支魂」內積蓄的不淨與污穢驅除。
轉生
干支神或干支娘遭消滅後，只要干支魂完好無缺，就可再次轉生復活。

## 電視動畫

### 製作人員
- 製作總指揮：白組
- 原作：白組、Tablier Communications
- 原案、設定：吠士隆、是空徹
- 監督：追崎史敏
- 監督（CG）：平川孝充
- 系列構成、劇本：赤尾凸
- ADULT角色原案：渡邊明夫
- PRETTY角色原案：QP:flapper
- ADULT角色設計、總作畫監督：小池智史
- PRETTY角色設計：高橋麻實
- 動畫製作：白組、ENCOURAGE FILMS

### 主題曲
片頭曲「重試☆集合（リトライ☆ランデヴー）」
塡詞、作曲：Junky，主唱：小喵（村川梨衣）
片尾曲「blue moment」
塡詞：三重野瞳，作曲：Starving Trancer，主唱：萌力BOB〔小喵、小哞（第二至十二話）、瓜仔（第三至十二話）、兔寶（第四至十二話）、小咩（第五至十二話）、小紋（第六至十二話）、小紗（第七至十二話）、小馬（第八至十二話）、小雛（第九至十二話）、奇奇&小狗（第十至十二話）、小龍（第十一至十二話）、小啾（第十二話）〕

### 各話列表
| 話數     | 日文標題 | 中文標題 | 分鏡       | CG分鏡   | 演出                | 作畫監督                                             | 插圖                                     |
| -------- | -------- | -------- | ---------- | -------- | ------------------- | ---------------------------------------------------- | ---------------------------------------- |
| 第壹話   |          | 貓娘揚揚 | 追崎史敏   | 新井陽平 | 鈴木薰              | 澀谷秀                                               | 冰野廣真、梅澤純一 高橋麻實、下野紘      |
| 第貳話   |          | 愛緣奇牛 | 追崎史敏   | 新井陽平 | 奧野浩行 宮野聰一郎 | 寒川步                                               | 、津留崎優 藤枝雅、內田真禮              |
| 第話     |          | 亥突猛心 | 古田丈司   | 新井陽平 | 政木伸一            | 熊膳貴志                                             | 宮下未紀、 花守由美里                    |
| 第肆話   |          | 兔目兔耳 | 追崎史敏   | 天井和文 | 間島崇寬            | 西尾智惠                                             | 七尾奈留、中島有華 、相坂優歌            |
| 第伍話   |          | 滋羊強壯 | 金崎貴臣   | 不適用   | 淺見松雄            | 日下岳史、椎葉幹朗 白井順、松尾真彥 德倉榮一         | 無有利安、宮栖里紗 Ark Performance、淵上舞 |
| 第陸話   |          | 虎計三笑 | 追崎史敏   | 新井陽平 | 安藤良              | 小美戶幸代、寒川步                                   | 櫻澤泉、戶田惠 本多真梨子、巽悠衣子      |
| 第柒話   |          | 緣緣長蛇 | 追崎史敏   | 不適用   | 鈴木薰              | 寒川步                                               | 士貴智志、白井順 介錯、生天目仁美        |
| 第捌話   |          | 一騎當猫 | 金崎貴臣   | 新井陽平 | 高橋幸雄            | 佐藤陽子 SEO JEONG-HA                                | MATSUDA98、えれっと なつめえり、小澤亞李 |
| 第玖話   |          | 花鳥步月 | 川口敬一郎 | 天井和文 | 岩田和也            | 、日下岳士 、秋山由樹子                              | 米白粕、An2A 、佐佐木未來                |
| 第拾話   |          | 永久變態 | 古田丈司   | 新井陽平 | 山地光人            | 石川惠理、谷川政輝 白井順                            | 藤真拓哉、篤見唯子 、松井惠理子          |
| 第拾壹話 |          | 貓鼠異道 | 追崎史敏   | 不適用   | 村田光              | 小池智史、澀谷秀 寒川步、朱原戴納 梅澤純一、追崎史敏 | 中村毅、 高河弓、大原沙耶香              |
| 第拾貳話 |          | 干支繚亂 | 追崎史敏   | 新井陽平 | 追崎史敏            | 小池智史、秋山由樹子 白井順、追崎史敏                | 渡邊明夫、QP:flapper 小池智史、村川梨衣  |

### 播放電視台
日本深夜動畫：下文記載的日本国内播放時間使用日本標準時間（UTC+9）表示。因為部分時間标识會採用30小时制，因此請留意这类超过24:00的时间，其實際播放時間為翌日清晨。
| 播放地區 | 播放電視台 | 播出日期              | 播出時間          | 所屬聯播網 | 備註       |
| -------- | ---------- | --------------------- | ----------------- | ---------- | ---------- |
| 東京都   | TOKYO MX   | 2015年4月9日－6月25日 | 週四 23:00－23:30 | 獨立UHF局  |            |
| 兵庫縣   | 陽光電視臺 | 2015年4月11日－       | 週六 22:00－22:30 | 獨立UHF局  |            |
| 日本全域 | BS11       | 2015年4月13日－       | 周一 1:00－1:30   | 衛星電視   | ANIME+时段 |
| 日本全域 | AT-X       | 2015年4月15日－       | 周三 0:00 - 0:30  | 衛星電視   | 有重播     |

| 播放地區 | 發佈          | 播出日期        | 播出時間         | 所屬聯播網 | 備註                       |
| -------- | ------------- | --------------- | ---------------- | ---------- | -------------------------- |
| 日本全域 | d Anime Store | 2015年4月10日－ | 周五更新         | 網絡電視   |                            |
| 日本全域 | NICONICO 频道 | 2015年4月12日－ | 週日 00:00       | 網絡電視   | 付费                       |
| 日本全域 | 万代频道      | 2015年4月12日－ | 週日 00:00       | 網絡電視   | 付费。付费会员可观看全集。 |
| 日本全域 | NICONICO 直播 | 2015年4月13日－ | 周一 23:00-23:30 | 網絡電視   |                            |
| 日本全域 | Gyao!         | 2015年4月13日－ | 周一 23:00       | 網絡電視   |                            |

### 藍光／DVD
| 卷數   | 發售日        | 收錄話             | 規格編號   | 規格編號   | 封面角色 正面、背面 |
| 卷數   | 發售日        | 收錄話             | 藍光       | DVD        | 封面角色 正面、背面 |
| ------ | ------------- | ------------------ | ---------- | ---------- | ------------------- |
| 第壹卷 | 2015年4月15日 | 第壹話、第貳話     | PCXG-50471 | PCBG-52701 | 小喵、瓜仔          |
| 第貳卷 | 2015年5月13日 | 第叁話、第肆話       | PCXG-50472 | PCBG-52702 | 兔寶、小紋          |
| 第卷   | 2015年5月20日 | 第伍话、第陸話     | PCXG-50473 | PCBG-52703 | 小咩、奇奇&小狗     |
| 第肆卷 | 2015年6月3日  | 第柒話、第捌話     | PCXG-50474 | PCBG-52704 | 小紗、小馬          |
| 第伍卷 | 2015年7月1日  | 第玖話、第拾話     | PCXG-50475 | PCBG-52705 | 小哞、小雛          |
| 第陸卷 | 2015年7月22日 | 第拾壹話、第拾貳話 | PCXG-50476 | PCBG-52706 | 小啾、小龍          |

### 映像特典
藍光和DVD第2-5卷收錄的短篇動畫。
| 話數   | 日文標題 | 中文標題 | 劇本   | 分鏡     | 演出     | 作畫監督 | 原成語   |
| ------ | -------- | -------- | ------ | -------- | -------- | -------- | -------- |
| 第壹話 |          | 女言萬語 | 赤尾凸 | 追崎史敏 | 高橋正典 | 澀谷秀   | 千言萬語 |
| 第貳話 |          | 神裸萬象 | 赤尾凸 | 追崎史敏 | 高橋正典 | 寒川步   | 森羅萬象 |
| 第話   |          | 塞翁失貓 | 赤尾凸 | 追崎史敏 | 高橋正典 | 寒川步   | 塞翁失馬 |
| 第肆話 |          | 未思未愛 | 赤尾凸 | 追崎史敏 | 高橋正典 | 朱原戴納 | 相思相愛 |
| 第伍話 |          | 竹穴之友 | 赤尾凸 | 追崎史敏 | 高橋正典 | 木藤貴之 | 竹馬之友 |
| 第陸話 |          | 牛烈教師 | 赤尾凸 | 追崎史敏 | 高橋正典 | 木藤貴之 | 不適用   |

## 出版書籍
漫畫
| 集數 | KADOKAWA ASCII Media Works | KADOKAWA ASCII Media Works |
| 集數 | 發售日期                   | ISBN                       |
| ---- | -------------------------- | -------------------------- |
| 1    | 2014年11月27日             | ISBN 978-4-04-866838-5     |
| 2    | 2015年4月24日              | ISBN 978-4-04-865085-4     |
| 3    | 2016年1月27日              | ISBN 978-4-04-865645-0     |

輕小說
《干支魂～外傳小說～》（えとたま〜外伝のべる〜）作者藤瀨雅輝，Ponican BOOKS輕小說系列。
| 集數 | 波麗佳音     | 波麗佳音               |
| 集數 | 發售日期     | ISBN                   |
| ---- | ------------ | ---------------------- |
| 1    | 2015年5月3日 | ISBN 978-4-86-529133-9 |

## 外部連結
- 電視動畫「干支魂」官方網站 （页面存档备份，存于）（日語）
- 「干支魂」特設網站 （页面存档备份，存于） - 白組NMD（日語）
- 干支魂 - 電撃ドットコム（日語）
- えとたまらじお～ソルラルくれにゃ！～ （页面存档备份，存于） - インターネットラジオステーション＜音泉＞（日語）
- 電視動畫「干支魂」官方的X（前Twitter）（日語）